# Скобка Пуассона
Ско́бки Пуассо́на (также возможно ско́бка Пуассо́на и скобки Ли) — оператор, играющий центральную роль в определении эволюции во времени динамической системы. Эта операция названа в честь С.-Д. Пуассона.
Рассматривался С. Пуассоном в 1809 году, затем забыт и переоткрыт Карлом Якоби.

## Скобки Пуассона векторных полей
Пусть {\displaystyle v} и {\displaystyle u} — векторные поля на гладком многообразии {\displaystyle M}, {\displaystyle L_{v}} — оператор производной Ли по направлению векторного поля {\displaystyle v}. Коммутатор операторов {\displaystyle L_{v}} и {\displaystyle L_{u}} есть дифференциальный оператор первого порядка, поэтому существует такое векторное поле {\displaystyle [v,u]}, для которого
{\displaystyle L_{v}L_{u}-L_{u}L_{v}\equiv [L_{v},L_{u}]=L_{[v,u]}}
Компоненты векторного поля {\displaystyle [v,u]} в произвольной системе координат выражаются через компоненты {\displaystyle v} и {\displaystyle u} по формуле
{\displaystyle [v,u]_{i}=\sum _{j}v_{j}{\frac {\partial u_{i}}{\partial x_{j}}}-u_{j}{\frac {\partial v_{i}}{\partial x_{j}}}.}
Таким образом, поле {\displaystyle [v,u]} не зависит от системы координат {\displaystyle (x_{1},...,x_{n}),} которая используется в формуле. 
Это векторное поле называется коммутатором, скобками Ли или скобками Пуассона двух векторных полей. Явное выражение для скобок Ли полей:
{\displaystyle [v,u]=L_{v}u}
В голономном базисе оно принимает вид
{\displaystyle [v,u]^{\mu }=v^{\alpha }\partial _{\alpha }u^{\mu }-u^{\alpha }\partial _{\alpha }v^{\mu }}

### Пример

Вектор в алгебре Ли является скоростью в единице пути на группе Ли

Пусть {\displaystyle G=\mathrm {Diff} (M)} есть группа диффеоморфизмов многообразия {\displaystyle M}.
Тогда {\displaystyle \mathrm {ad} _{v}w=-\{v,w\},} где {\displaystyle \{v,w\}} — скобка Пуассона, {\displaystyle \mathrm {ad} } — дифференциал {\displaystyle \mathrm {Ad} } в единице группы.
Символ {\displaystyle \mathrm {ad} _{v}} обозначает образ элемента {\displaystyle v}. 
Пусть {\displaystyle t\mapsto g(t)} является кривой, которая выходит из {\displaystyle k} с начальной скоростью {\displaystyle {\dot {g}}=m,} и пусть {\displaystyle s\mapsto h(s)} является такой же кривой с начальной скоростью {\displaystyle h'=\omega .} Тогда
{\displaystyle g(t)h(s)g(t)^{-1}=(k+tm+o(t))(k+s\omega +o(s))(k+tm+o(t))^{-1}=k+s[\omega +t(m\omega -\omega m)+o(t)]+o(s)}
при {\displaystyle t,s\rightarrow 0.}

## Свойства
Все, кроме последних двух, доказываются простым подсчётом.
- Линейность: {\displaystyle {\Big [}u,cv{\Big ]}=c{\Big [}u,v{\Big ]},\;\;\;\;c}  — функция, не зависящая от {\displaystyle u} и {\displaystyle v}.
- Антикоммутативность: {\displaystyle {\Big [}u,v{\Big ]}=-{\Big [}v,u{\Big ]}}
- {\displaystyle {\Big [}w,u+v{\Big ]}={\Big [}w,u{\Big ]}+{\Big [}w,v{\Big ]}}
- {\displaystyle {\Big [}u,u{\Big ]}=0}
- {\displaystyle {\cfrac {\partial {\Big [}u,v{\Big ]}}{\partial t}}={\Big [}{\cfrac {\partial u}{\partial t}},v{\Big ]}+{\Big [}u,{\cfrac {\partial v}{\partial t}}{\Big ]}}
- {\displaystyle {\Big [}w,c{\Big ]}=0}
- {\displaystyle {\Big [}w,u\cdot v{\Big ]}={\Big [}w,u{\Big ]}v+u{\Big [}w,v{\Big ]}}
- {\displaystyle {\Big [}w,u(v_{1},\ldots ,v_{k}){\Big ]}=\sum _{l=1}^{k}{\cfrac {\partial u}{\partial v_{l}}}{\Big [}w,v_{l}{\Big ]}}
- Тождество Якоби: {\displaystyle {\Big [}{\Big [}u,v{\Big ]},w{\Big ]}+{\Big [}{\Big [}v,w{\Big ]},u{\Big ]}+{\Big [}{\Big [}w,u{\Big ]},v{\Big ]}=0.}
- Операция коммутирования задаёт на множестве векторных полей структуру алгебры Ли.

## Скобки Пуассона функций
Пусть {\displaystyle M} — симплектическое многообразие. Симплектическая структура {\displaystyle \omega } на {\displaystyle M} позволяет ввести на множестве функций на {\displaystyle M} операцию скобок Пуассона, обозначаемую {\displaystyle \{\cdot ,\cdot \}} или {\displaystyle [\cdot ,\cdot ]} и задаваемую по правилу
{\displaystyle [F,G]\ {\stackrel {\text{def}}{=}}\ L_{\mathbf {F} }G\equiv dG(\mathbf {F} )\equiv \omega (\mathbf {F} ,\mathbf {G} )}
где {\displaystyle \mathbf {F} } (также {\displaystyle IdF}) — векторное поле, соответствующее функции Гамильтона {\displaystyle F}. Оно определяется через дифференциал функции {\displaystyle F} и изоморфизм между 1-формами и векторами, задаваемый (невырожденной) формой {\displaystyle \omega }. Именно, для любого векторного поля {\displaystyle \mathbf {v} }
{\displaystyle dF(\mathbf {v} )\ {\stackrel {\text{def}}{=}}\ \omega (\mathbf {v} ,\mathbf {F} )}

### Алгебра Ли функций Гамильтона
В силу кососимметричности и билинейности {\displaystyle \omega } скобка Пуассона также будет кососимметричной и билинейной:
{\displaystyle [F,G]=-[G,F]}
{\displaystyle [F,\lambda G+\mu H]=\lambda [F,G]+\mu [F,H]}
Выражение
{\displaystyle [F,[G,H]]+[G,[H,F]]+[H,[F,G]]}
является линейной функцией вторых производных каждой из функций {\displaystyle F,G,H}. Однако
{\displaystyle {\begin{array}{r}[F,[G,H]]+[G,[H,F]]+[H,[F,G]]=\\-L_{Id[G,H]}F+L_{\mathbf {G} }L_{\mathbf {H} }F-L_{\mathbf {H} }L_{\mathbf {G} }F=\\\left(-L_{Id[G,H]}+L_{[\mathbf {G} ,\mathbf {H} ]}\right)F\end{array}}}
Это выражение не содержит вторых производных {\displaystyle F}. Аналогично, оно не содержит вторых производных {\displaystyle G} и {\displaystyle H}, а потому
{\displaystyle [F,[G,H]]+[G,[H,F]]+[H,[F,G]]=0}
то есть скобки Пуассона удовлетворяют тождеству Якоби. Таким образом, скобки Пуассона позволяют ввести на множестве функций на {\displaystyle M} структуру алгебры Ли. Из тождества Якоби следует, что для любой функции {\displaystyle H}
{\displaystyle L_{Id[F,G]}H=L_{[\mathbf {F} ,\mathbf {G} ]}H},
то есть
{\displaystyle Id[F,G]=[\mathbf {F} ,\mathbf {G} ]}
— операция построения гамильтонова векторного поля по функции задаёт гомоморфизм алгебры Ли функций в алгебру Ли векторных полей.

### Свойства
- Скобки Пуассона невырождены:

{\displaystyle \forall F\not \equiv 0\ \exists H:[F,H]\neq 0}
- Скобки Пуассона удовлетворяют тождеству Лейбница:

{\displaystyle [F,GH]=[F,G]H+G[F,H]}
- Функция {\displaystyle F} является первым интегралом для гамильтоновой системы с гамильтонианом {\displaystyle H} тогда и только тогда, когда {\displaystyle [F,H]=0}
- Скобка Пуассона двух первых интегралов системы — снова первый интеграл (следствие тождества Якоби).
- Рассмотрим эволюцию гамильтоновой системы с функцией Гамильтона {\displaystyle H}, заданной на многообразии {\displaystyle M}. Полная производная по времени от произвольной функции {\displaystyle f\colon M\times \mathbb {R} \to \mathbb {R} } запишется в виде

{\displaystyle {\begin{array}{cl}{\frac {d}{dt}}f=&{\frac {\partial f}{\partial t}}+{\dot {q}}{\frac {\partial f}{\partial q}}+{\dot {p}}{\frac {\partial f}{\partial p}}=\\&{\frac {\partial f}{\partial t}}+L_{\mathbf {H} }f=\\&{\frac {\partial }{\partial t}}f+[H,f]\end{array}}}
- В канонических координатах {\displaystyle (q_{i},p_{j})} скобки Пуассона принимают вид[Notes 3]

{\displaystyle [f,g]=\sum _{i=1}^{N}\left({\frac {\partial f}{\partial p_{i}}}{\frac {\partial g}{\partial q^{i}}}-{\frac {\partial f}{\partial q^{i}}}{\frac {\partial g}{\partial p_{i}}}\right)}

## Философское значение
Скобки Пуассона сыграли важную эвристическую роль при создании квантовой механики методом классической аналогии между классическими и квантовыми скобками Пуассона.